# Teach Me Tonight
Teach Me Tonight är en populär sång skriven av Gene De Paul (musik) och Sammy Cahn (text). Sången publicerades 1953.
Cahn skrev en ny vers för Frank Sinatras inspelning på L.A. is My Lady, som en referens på Sinatras många kärleksaffärer.
Den största succéfyllda version av sången var inspelad av The DeCastro Sisters, 1954.

## Inspelade versioner
- Billie Anthony
- Count Basie
- Jaki Byard
- Neil Diamond
- Janet Brace (1954)
- Ann Hampton Callaway
- Nat King Cole
- Natalie Cole
- Sammy Davis Jr. (1965)
- Blossom Dearie (1958)
- The DeCastro Sisters (1954)
- Ella Fitzgerald
- The Four Freshmen
- Red Garland (1958)
- Erroll Garner
- Marvin Gaye
- Helen Grayco (1954)
- Buddy Greco
- Major Harris
- Etta James
- Al Jarreau (1981)
- Chaka Khan
- Patti LaBelle
- Cheryl Ladd (1979)
- Cleo Laine (1988)
- The Bobbettes (1961)
- Brenda Lee (1960)
- Peggy Lee
- Mike Love
- George Maharis (1962)
- Barry Manilow
- Jimmy McGriff
- The McGuire Sisters
- Ronnie Milsap
- Liza Minnelli
- Anne Murray (1993)
- Freda Payne
- Oscar Peterson
- Sofia Pettersson (2002)
- Tito Puente
- Boots Randolph
- James Ray
- Tommy Sands (1957)
- Diane Schuur (1985)
- Frank Sinatra (1984)
- Phoebe Snow
- Jo Stafford (1954)
- Toni Tennille
- Sarah Vaughan (1978)
- Dinah Washington (1954)
- Mary Wells
- Kim Weston
- Joe Williams
- Stevie Wonder
- Amy Winehouse
- Elliott Yamin (2006)
- Monica Zetterlund & Lissi Alandh (1962)

## På andra språk
- Lars Nordlander har skrivit en svensk text med titeln "Lär mig ikväll", som Monica Zetterlund sjungit in på skivan Monica Z från 1989.